# Parc automobile français
 (mai 2025).
Le parc automobile français est constitué de l'ensemble des véhicules immatriculés en France.
Il se compose des automobiles particulières et des véhicules utilitaires (camionnettes) mais aussi des véhicules lourds comme camions et bus.
De 2015 à 2021 s'opère une transition vers des boites de vitesse automatique.
Au 1er janvier 2018, le parc automobile en circulation en France est estimé par le Comité des constructeurs français d'automobiles (CCFA) à 39 502 000 véhicules. Il se divise en :
- 32,70 millions de véhicules particuliers, soit 82,8 % du parc automobile ;
- 6,171 millions de véhicules utilitaires légers (inférieurs à cinq tonnes[réf. nécessaire]) ;
- 0,631 million d'autocars, autobus et véhicules industriels (supérieurs à cinq tonnes[réf. nécessaire]).

## Définition
Le parc en circulation est défini avec l'ensemble des véhicules déjà enregistrés au SIV au premier janvier de l'année; n'est pas sorti du parc (destruction, vente, accident, déménagement, en attente de vente chez un professionnel, etc); contrôle technique effectué ou en retard d'un nombre de mois limité; l'utilisateur ou l'utilisatrice réside en France. Les véhicules de collections ne sont pas comptabilisés dans le parc en circulation en raison d'une très faible utilisation et de leur participation négligeable à la circulation routière. Toutefois, le nombre de véhicule de collection est connu.
Les données crit'air du parc automobile en circulation sont connues à partir de la carte grise, avec ou sans vignette.

## Statistiques

### Évolution

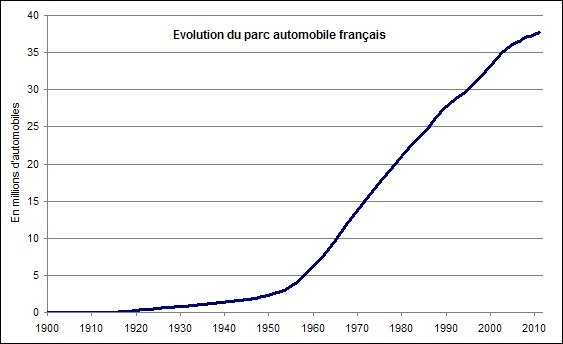
Graphique de l'évolution du parc automobile français à partir de 1900.

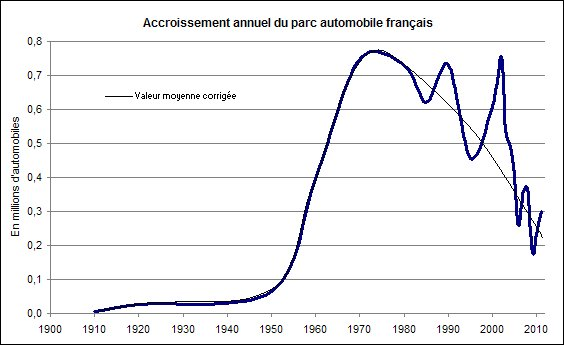
Graphique de l'accroissement annuel du parc automobile français à partir de 1900

| Date             | Nombre     | Évolution | Source |
| ---------------- | ---------- | --------- | ------ |
| 1er janvier 2024 | 46 619 000 | +1,31 %   | SDES   |
| 1er janvier 2023 | 46 014 000 | +0,66 %   | SDES   |
| 1er janvier 2022 | 45 711 000 | +1,82 %   | SDES   |
| 1er janvier 2021 | 44 894 000 |           | SDES   |
| 1er janvier 2019 | 39 910 000 | +1,0 %    | CCFA   |
| 1er janvier 2018 | 39 502 000 | +1,1 %    | CCFA   |
| 1er janvier 2017 | 39 140 000 | +1,2 %    | CCFA   |
| 1er janvier 2016 | 38 852 000 | +0,6 %    | CCFA   |
| 1er janvier 2015 | 38 408 000 | +0,5 %    | CCFA   |
| 1er janvier 2014 | 38 200 000 | +0,2 %    | CCFA   |
| 1er janvier 2013 | 38 138 000 | +0,2 %    |        |
| 1er janvier 2012 | 38 067 000 | +0,9 %    | CCFA   |
| 1er janvier 2011 | 37 744 000 | +0,82 %   |        |
| 1er janvier 2010 | 37 438 000 | +0,61 %   |        |
| 1er janvier 2009 | 37 212 000 | +0,48 %   | ,      |
| 1er janvier 2008 | 37 033 000 | +1,01 %   | [ 15 ] |
| 1er janvier 2007 | 36 661 000 | +1,00 %   |        |
| 1er janvier 2006 | 36 298 000 | +0,72 %   |        |
| 1er janvier 2005 | 36 039 000 | +1,15 %   |        |
| 1er janvier 2004 | 35 628 000 | +1,38 %   |        |
| 1er janvier 2003 | 35 144 000 | +1,58 %   |        |
| 1er janvier 2002 | 34 597 000 | +2,3 %    | [ 16 ] |
| 1er janvier 2001 | 33 819 000 | +2,2 %    |        |
| 1er janvier 2000 | 33 090 000 |           |        |
| 1er janvier 1995 | 30 040 000 |           |        |
| 1er janvier 1990 | 27 758 000 |           |        |
| 1er janvier 1985 | 24 110 000 |           |        |
| 1er janvier 1980 | 20 990 000 |           | [ 17 ] |
| 1er janvier 1970 | 13 710 000 |           | [ 18 ] |
| 1er janvier 1960 | 6 240 000  |           | [ 18 ] |
| 1er janvier 1950 | 2 310 000  |           | [ 18 ] |
| 1er janvier 1940 | 1 900 000  |           |        |
| 1er janvier 1930 | 1 400 000  |           |        |
| 1er janvier 1920 | 330 000    |           | [ 19 ] |
| 1er janvier 1910 | 53 000     |           | [ 19 ] |
| 1er janvier 1900 | 1 672      |           | [ 19 ] |

### Type d'énergie
Voitures particulières en circulation (au 1er janvier 2024)
- Diesel (50,7 %)
- Essence (40,6 %)
- Hybride (5,8 %)
- Électrique (2,2 %)
- GPL et autres (0,7 %)

| Motorisation              | Parc       | %      |
| ------------------------- | ---------- | ------ |
| Diesel                    | 19 884 701 | 50,7 % |
| Essence                   | 15 925 559 | 40,6 % |
| Hybride                   | 2 286 081  | 5,8 %  |
| dont hybride rechargeable | 576 780    | 1,5 %  |
| Électrique                | 868 233    | 2,2 %  |
| GPL                       | 290 703    | 0,7 %  |
| Hydrogène                 | 865        | 0,0 %  |
| Autres                    | 2 491      | 0,0 %  |
| Total                     | 39 258 632 | 100 %  |

Immatriculations de voitures particulières (janvier à juillet 2025)
- Hybride (50,8 %)
- Essence (22,9 %)
- Électrique (17,5 %)
- Diesel (5,0 %)
- GPL et autres (3,8 %)

| Type d'énergie            | 2022   | 2023   | 2024   | 2025 (janvier à juillet) |
| ------------------------- | ------ | ------ | ------ | ------------------------ |
| Hybride                   | 30,0 % | 33,5 % | 42,8 % | 50,8 %                   |
| dont hybride rechargeable | 8,3 %  | 9,2 %  | 8,5 %  | 6,0 %                    |
| Essence                   | 37,2 % | 36,2 % | 29,5 % | 22,9 %                   |
| Électrique                | 13,3 % | 16,8 % | 16,9 % | 17,5 %                   |
| Diesel                    | 15,6 % | 9,7 %  | 7,3 %  | 5,0 %                    |
| Superéthanol              | 0,8 %  | 0,3 %  | 0,1 %  | 0,0 %                    |
| GPL et autres             | 3,1 %  | 3,6 %  | 3,4 %  | 3,8 %                    |

### Transmission
| Boîte de vitesses | 2012   | 2013   | 2014   | 2015   | 2016 (janvier à octobre) | 2021 (janvier à août) |
| ----------------- | ------ | ------ | ------ | ------ | ------------------------ | --------------------- |
| Boîte manuelle    | 85,3 % | 85,0 % | 83,4 % | 80,3 % | 76,0 %                   | 46,0 %                |
| Boîte automatique | 14,7 % | 15,0 % | 16,6 % | 19,7 % | 24,0 %                   | 54,0 %                |

### Ancienneté
En 2021, la répartition du parc français de voitures particulières était la suivante :
Le graphique qui aurait dû être présenté ici ne peut pas être affiché car il utilise l'ancienne extension Graph, désactivée pour des questions de sécurité. Des indications pour créer un nouveau graphique avec la nouvelle extension Chart sont disponibles ici.

Selon l'INSEE l'âge moyen des véhicules en France a augmenté de 5,9 ans en 1990 à 8,9 ans en 2015.
Le graphique qui aurait dû être présenté ici ne peut pas être affiché car il utilise l'ancienne extension Graph, désactivée pour des questions de sécurité. Des indications pour créer un nouveau graphique avec la nouvelle extension Chart sont disponibles ici.

Comparé à d'autres pays du marché européen et des grands marchés internationaux:
- L'âge moyen entre 9 et 11 ans en Belgique, Autriche, Allemagne et Suède et entre 11,9 et 15,8 ans aux Pays-Bas, Italie, Espagne Pologne. La France se situe entre ces deux ensembles vers 2024
- L'âge moyen est inférieur à 11 ans en Inde, en Chine, eu Japon et au Brésil. Il est de 12,3 dans l'UE et de 13,6 ans aux États-Unis.

Cet âge était moins élevé entre 2016 et 2020.

### Autres données de l'INSEE
- 61,6 % : part des véhicules diesel dans le parc automobile français de véhicule particulier au 1er janvier 2017, contre 62,2 % en 2016, 62,4 % en 2015, 62,1 % en 2014, 61,3 % en 2013 et 59,2 % en 2012. Après un sommet à 62,4 % en 2015, la tendance est à moins de véhicules Diesel.
- 37.6% : part des véhicules essence dans le parc automobile français de véhicule particulier au 1er janvier 2015, contre 37,9 % en 2014, 38,7 % en 2013 et 40,8 % en 2012.
- 82,7 % : part de ménages disposant d’une voiture en France en 2008, contre 76,8 % en 1990. La durée moyenne de détention est de cinq ans[32].
- 30 % : proportion de ménages possédant deux voitures, valeur qui a doublé depuis 1980[réf. nécessaire].

## Production et vente
En 2012, la France compte 29 des 177 usines de l'Union européenne, soit 16 %.
En 2012, comptant 1 899 milliers de ventes sur les 12 054 milliers du marché européen, soit 16 %, la France est le troisième pays de l'UE pour les ventes d'automobiles, après l'Allemagne et l'Italie.

### Marché d’État membre
La jurisprudence du marché unique européen fait que les véhicules neufs et les véhicules d'occasion d'un État membre de l'Union européenne sont en concurrence avec les mêmes produits des autres états membres de la même union européenne intégrant ainsi le marché français dans le marché européen.

### Échanges des groupes automobiles multinationaux français
Les groupes automobiles multinationaux français exportent des équipements vers l'Espagne et les pays de l'Est de l'UE d'où ils importent de nombreux véhicules.
Les autres pays de l'UE ne sont pas pour les groupes multinationaux français des pays de production mais des pays de commercialisation .
En Chine et dans les pays des continents américains, les groupes multinationaux français ont recours à une production locale ayant peu d'échanges avec la France .

### Balance commerciale
Selon une étude du cabinet IHS, la France importe plus de voitures qu'elle n'en exporte. Chaque année, la France importe ainsi entre 250 000 et 450 000 véhicules de plus qu'elle n'en exporte. Cette balance commerciale négative représente un déficit de 9,1 milliards € sur un an à la fin juin 2018.

## Sécurité
Les véhicules de plus de dix ans représentent 34 % du parc entre mars et avril 2019. Les véhicules de plus de dix ans sont impliqués dans 50 à 66 % des accidents mortels français, le taux variant en fonction de l'âge du conducteur.
Si ces données étaient concomitantes, cela signifierait que les véhicules de plus de dix ans ont plus de risque d'être impliqués dans un accident mortel que les véhicules de moins de dix ans. 

## Par année
Marché automobile français par année
- 2016
- 2017
- 2018
- 2019
- 2020
- 2021
- 2022
- 2023
- 2024